# Bräunsdorf (Oberschöna)
Bräunsdorf ist ein Ortsteil der Gemeinde Oberschöna im Landkreis Mittelsachsen (Freistaat Sachsen). Er schloss sich am 1. März 1994 mit Langhennersdorf zur Gemeinde Bräunsdorf-Langhennersdorf zusammen. Diese wurde am 1. Januar 1997 nach Oberschöna eingemeindet.
Das Dorf ist wegen des ehemaligen Kinderheimes für angeblich schwer erziehbare Jugendliche bekannt.

## Geographie

### Lage
Das Dorf Bräunsdorf liegt an der nördlichen Grenze des Osterzgebirges, im collinen Bereich zwischen 310 m (Striegistal) und 406 m ü. NN, an der Staatsstraße 205 zwischen Freiberg und Hainichen. Bräunsdorf liegt im Tal der Großen Striegis und ist stark bergbaulich geprägt. Die zu Bräunsdorf gehörige Siedlung Zechendorf entstand im Zuge des Bergbaus im 17. Jahrhundert. Sie befindet sich südwestlich des Orts im Tal der Großen Striegis.

### Nachbarorte
|           | Langhennersdorf                             |                 |
| Riechberg | Kompassrose, die auf Nachbargemeinden zeigt | Langhennersdorf |
| Siegfried | Wingendorf                                  | Wegefarth       |

### Geologie und Vegetation
Als Bodentypen sind überwiegend Braunerden aus Löß über Glimmerschiefer (Kambrium) anzutreffen, die natürliche Vegetation kennzeichnete sich durch Hainsimsen-Eichen-Buchenwälder und azonale Schlucht- und Schatthangwälder, im Bereich der Großen Striegis durch Schwarzerlen-Bachwälder mit Übergängen zu Traubenkirschen-Erlen-Eschenwälder, die heute teilweise als bachsäumende Galeriewälder in Resten noch erhalten sind. Die heutige Vegetation wird maßgeblich durch die Gemeine Fichte, intensiven Ackerbau und Weidewirtschaft bestimmt. Klimatisch kann der Ort in die unteren feuchten Berglagen mit einer Jahresmitteltemperatur von 7,6 bis 7,0 °C und einem mittleren Jahresniederschlag von etwas unter 800 mm eingeordnet werden.

## Geschichte

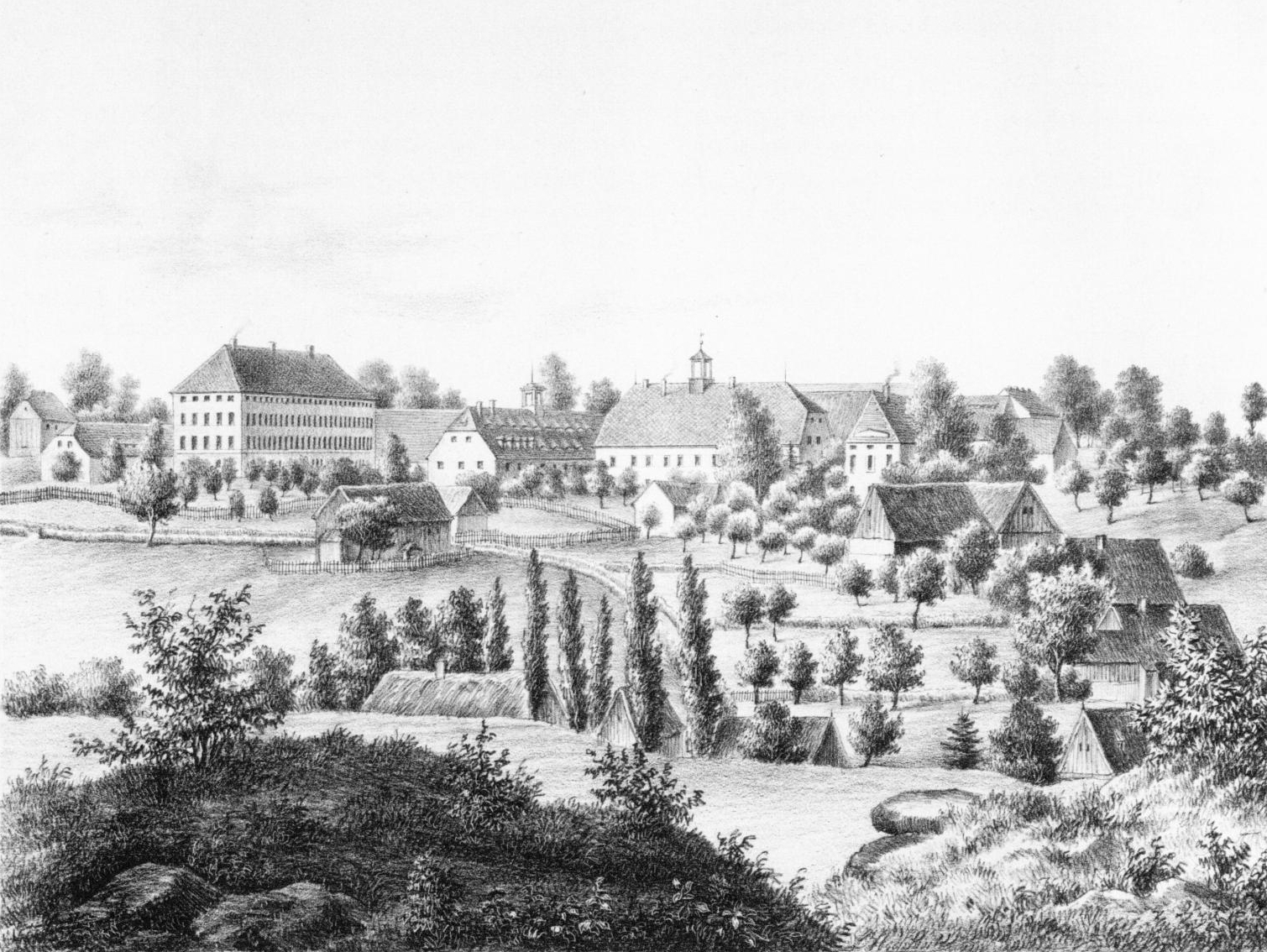
Rittergut Bräunsdorf (um 1860)

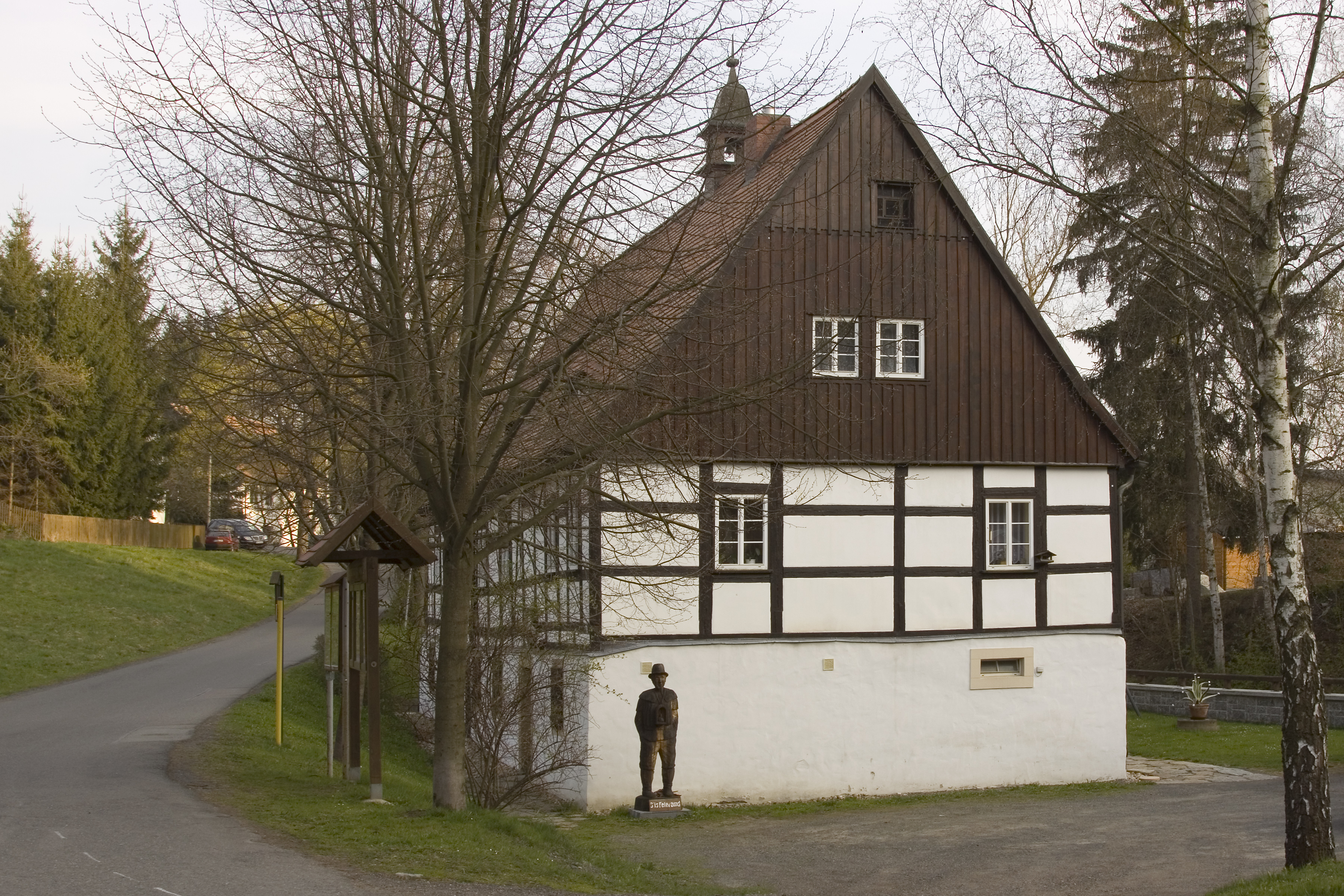
Huthaus zur „Neuen Hoffnung Gottes Fundgrube“

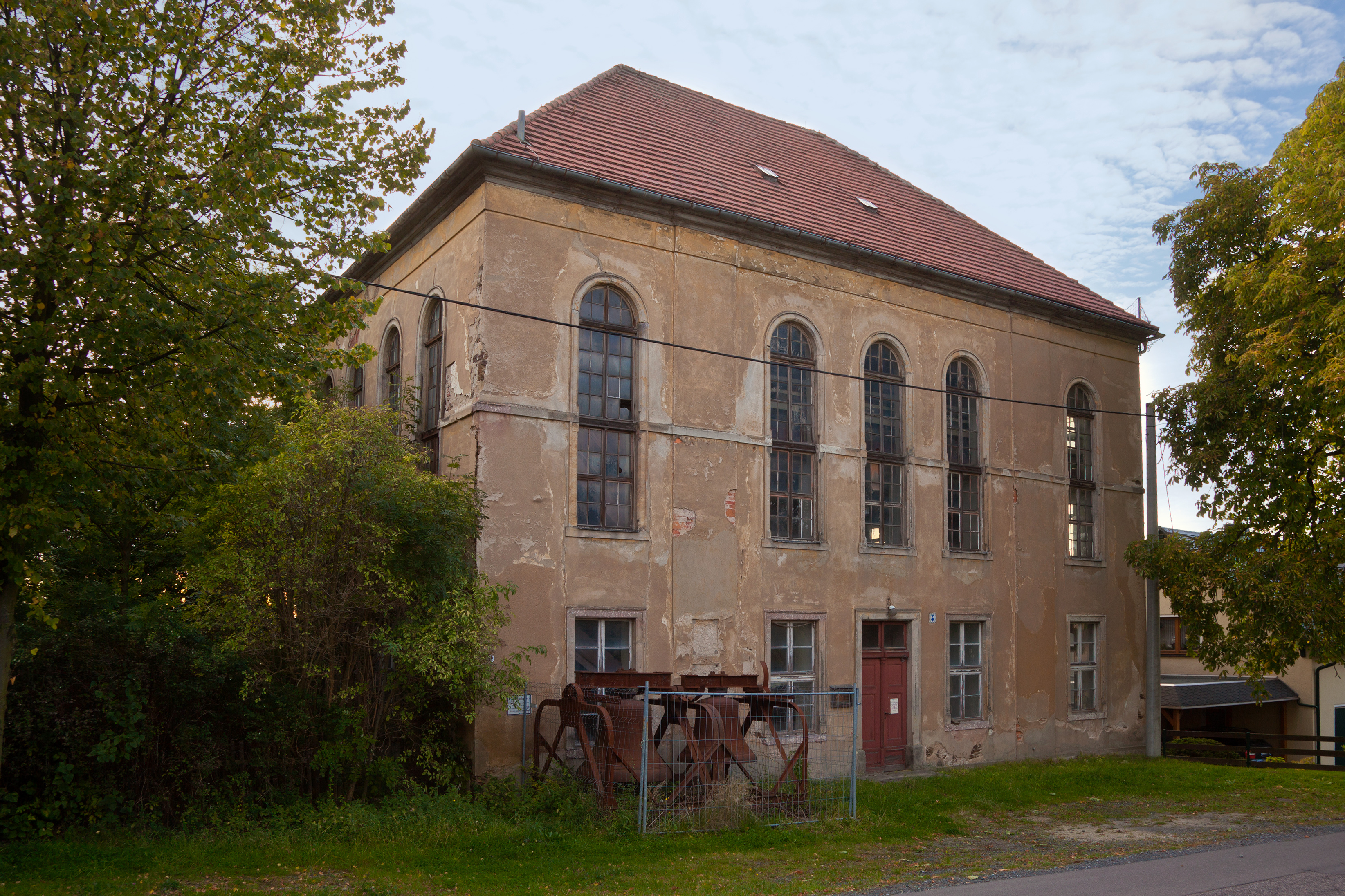
Schul- und Bethaus Bräunsdorf

Bräunsdorf wurde 1230 erstmals urkundlich erwähnt, doch wird angenommen, dass es bereits vor 1162 im Zuge der zweiten Welle der deutschen Ostsiedlung als Waldhufendorf begründet worden ist. Der Name Bräunsdorf leitet sich vom für die Besiedlung verantwortlichen Lokator Bruno ab. Das Dorf gehörte ab 1162 zum Gebiet des vom meißnischen Markgrafen Otto dem Reichen gestifteten Zisterzienserklosters Marienzelle, heute Kloster Altzella bei Nossen. Die erste Erwähnung erfolgte im Zusammenhang eines Prozesses des Klosters gegen Theodorich von Vriberch, der sich Land unweit des Dorfes ungerechtfertigt angeeignet hatte.
Mit der ersten Blüte des Freiberger Bergbaus kann auch in Bräunsdorf mit Bergbautätigkeit gerechnet werden, welche jedoch wahrscheinlich schon mit dem Einfall Adolfs von Nassau 1296 wieder darniederlag. Mit Einführung der Reformation und der Säkularisation des Klosters Altzella kam Bräunsdorf zum Amt Nossen, wurde jedoch 1552 vom sächsischen Kurfürsten Moritz seinem Kanzler Ulrich Mordeisen für treue Dienste als Lehe übereignet. Nachdem Moritz Nachfolger August es irrtümlicherweise bei seinem Regierungsantritt 1553 an Klosterverwalter Kilian Schmidt verpfändet hatte, konnte Mordeisen es erst 1555 (nach einem Prozess) gemeinsam mit 14 anderen Dörfern in Besitz nehmen. Mordeisens Söhne verkaufen Bräunsdorf wiederum 1572 an den Kurfürsten Christian I. und es kam zum Kreisamt Freiberg.
Im Dreißigjährigen Krieg wurde das Dorf bis auf ein Haus vollständig zerstört und bald vom kurfürstlichen Hofrat Berlich, dem bereits Wegefarth gehörte, aufgekauft. 1664 erwarb Romanus Teller Bräunsdorf und führte es zu neuer Blüte. Er erweiterte das Rittergut und förderte maßgeblich den Bergbau, so dass bald 22 Gruben in und um das Dorf entstanden, wobei zwischen 150 und 550 Mann beschäftigt waren. 1703 wurde im Striegistal eine reine Bergarbeitersiedlung, das sogenannte Zechendorf, gegründet. Auf der gegenüberliegenden, westlichen Seite der Großen Striegis entstand zur selben Zeit der Bergort Siegfried mit drei Gruben. Die Erben von Dr. Romanus Teller errichteten 1722 das zum Rittergut Bräunsdorf gehörige Schul- und Bethaus. 1814 wurde das Bräunsdorfer und das Siegfrieder Revier vereinigt, bis 1864 der gesamte Bergbau stillgelegt wurde.

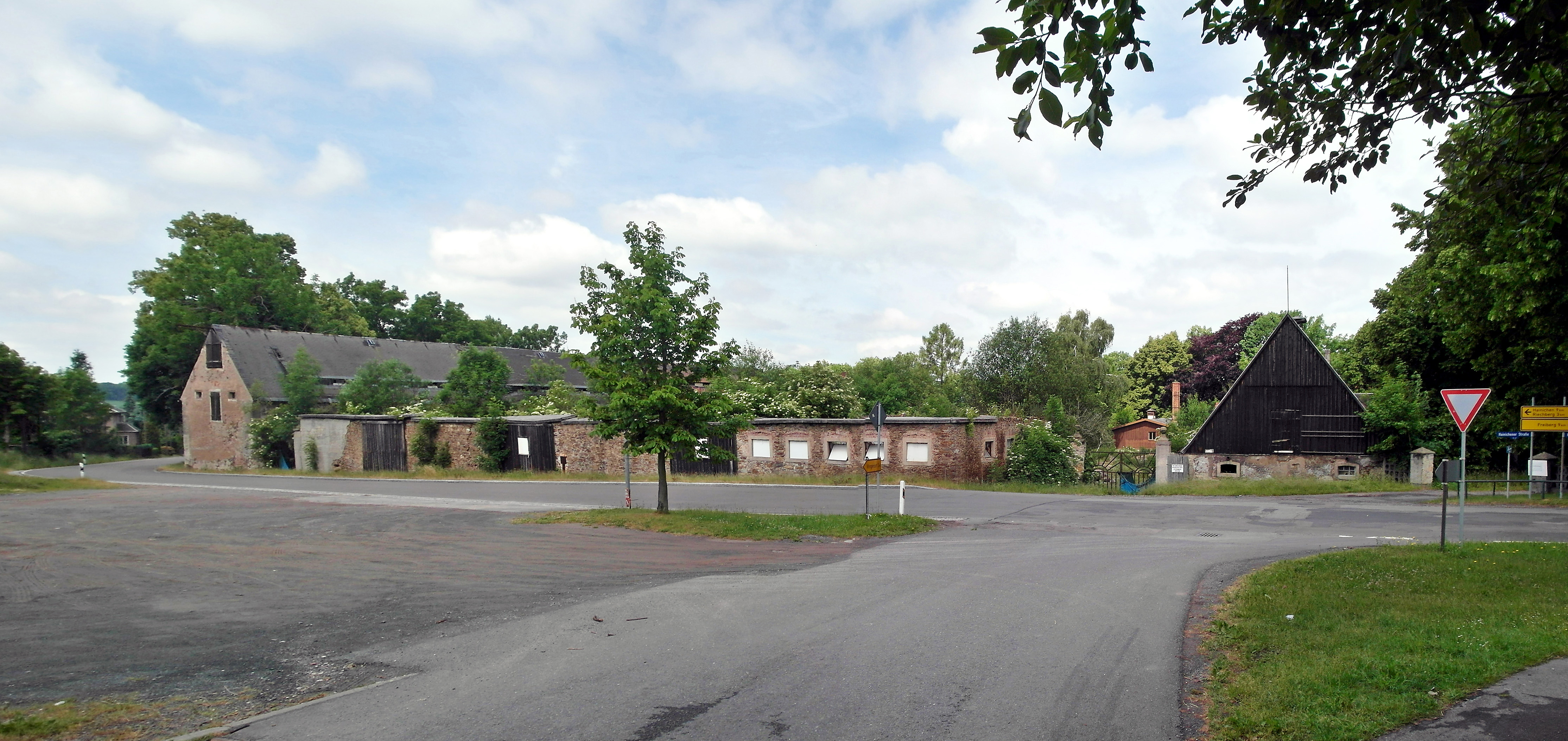
Rittergut Bräunsdorf (Reste 2015, Herrenhaus abgebrochen)

Die Familie Schubert von Kleefeld kaufte 1808 das Rittergut, war jedoch schon 1818 gezwungen, es wieder zu versteigern, weshalb es das Königreich Sachsen erwarb und 1824 in ein Landeswaisenhaus umwandelte. Zwei Jahre später erfolgte nach der Restaurierung des Schul- und Bethauses die Einweihung des Gebäudes als Anstaltskapelle des Landeswaisenhauses. Das Landeswaisenhaus wurde später zur Korrektionsanstalt für kriminelle Kinder ausgebaut. Die Aufseher trugen Uniformen und bei Entweichung eines Zöglings wurde eine alte Kanone abgefeuert, um die Flucht anzuzeigen. Von nun an bestimmte die Anstalt das Leben und die Entwicklung des Dorfes und ein dritter Dorfteil, das Guts- und Heimgelände, entstand abseits der bestehenden Dorfkerne. Nach dem Ersten Weltkrieg wandelte sich der Charakter der Anstalt hin zur Fürsorge- und Erziehungsanstalt für Kinder, bis sie 1933 zur Korrektionsanstalt für „asoziale und arbeitsunwillige“ Erwachsene wurde, wobei man in Ver- und Bewahrte unterschied. 1945 wurde die Anstalt zum Jugendwerkhof, ab 1960 bis zur politischen Wende 1989, zum Spezialkinderheim für schwererziehbare Kinder. Die örtliche Kirchgemeinde war in der zur Einrichtung gehörigen Anstaltskapelle eingemietet, während die einstigen Schulräume als Wohnung genutzt wurden. 1996 fand der letzte egelmäßige Gottesdienst in der Kapelle statt. Nach längerem Leerstand wurde das Guts- und Heimgelände von der Deutschen Eliteakademie (DEA) 2003 übernommen, die es zu einem Konferenz- und Schulungszentrum ausbauen wollte. Die Villa wurde saniert, für die restlichen Gebäude gestaltet sich seit der Bankenkrise die Finanzierung schwierig. Im April 2011 stürzte das Dach des denkmalgeschützten Herrenhauses ein, für die zuständige Untere Denkmalschutzbehörde „[scheint] das Herrenhaus verloren“. Nachdem sich die Situation nicht verbesserte, wurde das Gebäude  abgerissen. Dem Verfall des als „Kapelle“ bezeichneten Schul- und Bethauses konnte durch Gründung des Kulturvereins Schul- und Bethaus Bräunsdorf/Erz. e. V. seit 2022 entgegengewirkt werden, da er sich seitdem für die denkmalpflegerische Restaurierung des Gebäudes einsetzt. Leider musste der Turm aufgrund statischer Schäden bereits 2004 abgerissen werden.

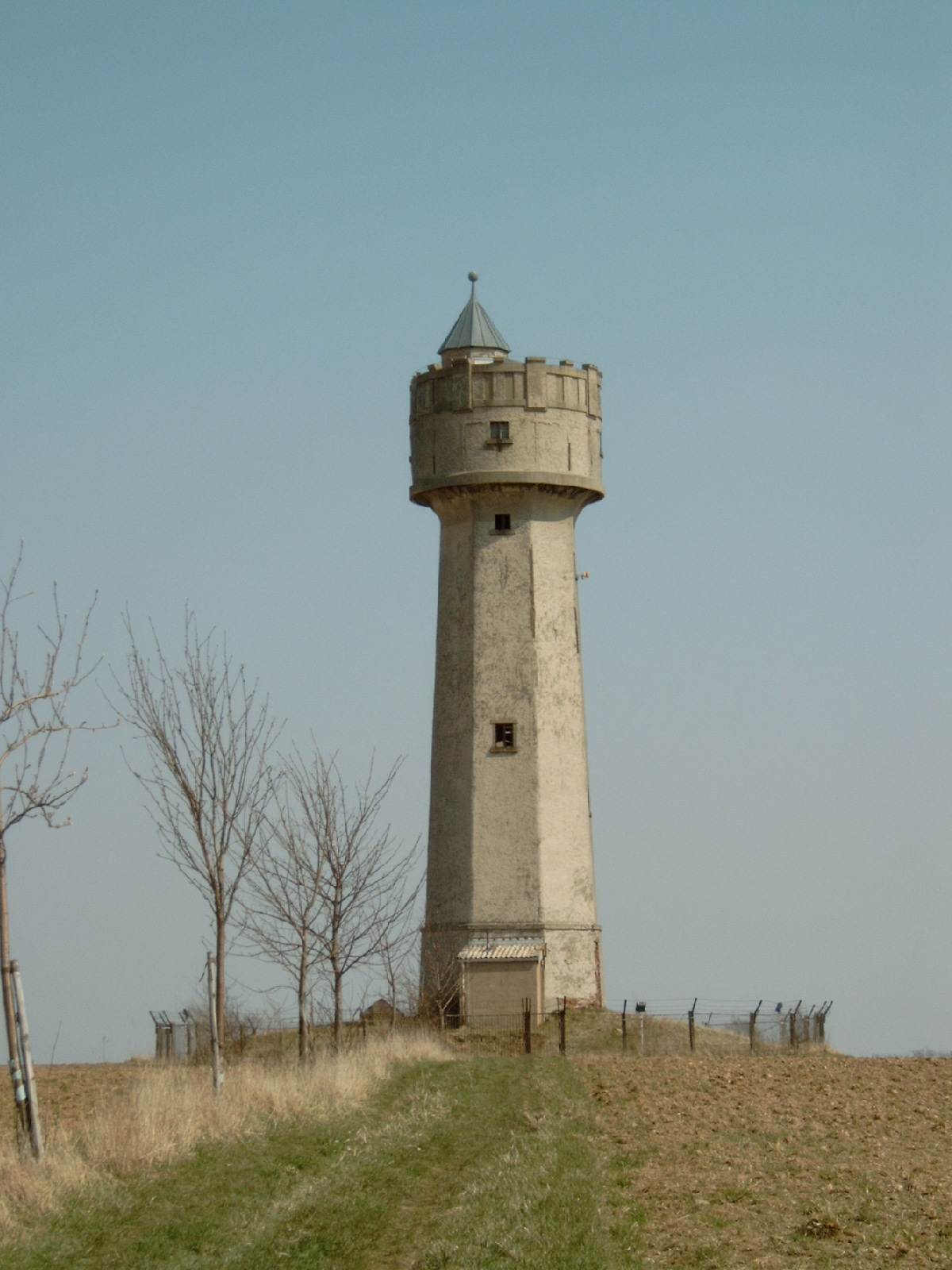
Das Wahrzeichen des Ortes, der Wasserturm

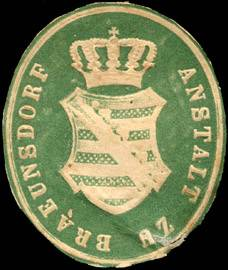
Siegelmarke Anstalt zu Bräunsdorf

Das Wahrzeichen Bräunsdorfs ist der Wasserturm auf dem Wäschberg, der von 1910 bis 1913 im neoromanischen Stil erbaut wurde und seither über dem Ort thront.
Bräunsdorf lag bis 1856 im kursächsischen bzw. königlich-sächsischen Kreisamt Freiberg. Ab 1856 gehörte der Ort zum Gerichtsamt Freiberg und ab 1875 zur Amtshauptmannschaft Freiberg. Durch die zweite Kreisreform in der DDR kam Bräunsdorf am 25. Juli 1952 zum Kreis Hainichen im Bezirk Chemnitz (1953 in Bezirk Karl-Marx-Stadt umbenannt). Bereits am 4. Dezember 1952 wechselte das Dorf in den Kreis Freiberg, der ab 1990 als sächsischer Landkreis Freiberg fortgeführt wurde.
Am 1. März 1994 schlossen sich die Gemeinden Bräunsdorf und Langhennersdorf zu Bräunsdorf-Langhennersdorf zusammen. Diese kurzlebige Gemeinde wurde am 1. Januar 1997 in Oberschöna eingegliedert. Kirchlich gehört Bräunsdorf zur Kirchgemeinde Oberschöna-Langhennersdorf. Gottesdienste finden regulär im Huthaus an der Straße An der Striegis statt. Seit 2022 wird das vom Kulturverein Schul- und Bethaus Bräunsdorf/Erz. e. V. denkmalpflegerisch sanierte Schul- und Bethaus zu besonderen Anlässen wieder für Gottesdienste genutzt.